# Estadio Ismael Benigno
El Estadio Ismael Benigno también  conocido como Estadio da Colina, es un estadio multiuso ubicado en la ciudad de Manaus, Estado de Amazonas, Brasil. Es utilizado mayoritariamente para partidos de fútbol y posee una capacidad de 10.400 personas.
El Estadio Ismael Benigno es propiedad de São Raimundo Esporte Clube. El estadio lleva el nombre de Ismael Benigno, quien fuera presidente de São Raimundo en la década de 1950 y en la década de 1960, y es quien compró la parcela donde se construyó el estadio.
En 1961, se completaron las obras en el Estadio Ismael Benigno. El partido inaugural se jugó el 19 de febrero de ese año, cuando Recife de Deporte venció 8 a 1 a São Raimundo. El primer gol en el estadio fue marcado por Mário de Sport Recife.
El 18 de febrero de 1967, Nacional venció a São Raimundo 3-1, durante la inauguración de las luces del estadio.
El récord de asistencia del estadio actualmente es de 16.000, establecido el 4 de agosto de 2000 cuando el estadio fue reinaugurado y São Raimundo venció a Surinam equipo de fútbol nacional 5-0.